# 1998 en Grèce
Chronologie de la Grèce
- 1994
- 1995
- 1996
- 1997
- 1998
- 1999
- 2000
- 2001
- 2002

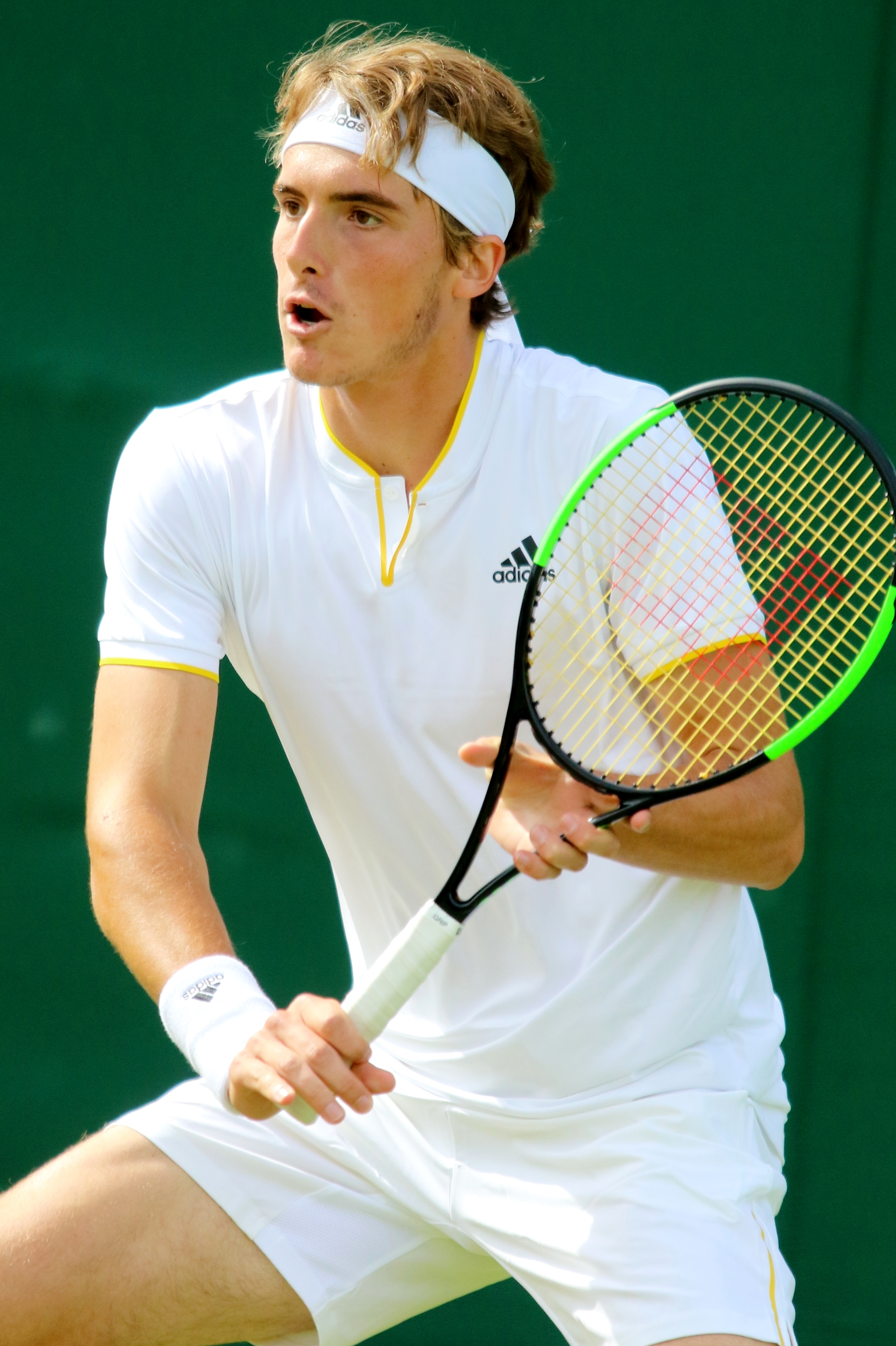
Naissance de Stéfanos Tsitsipás, joueur de tennis, né en 1998.

Cette page concerne les évènements survenus en 1998 en Grèce  :

## Cinéma - Sortie de film
- 13-22 novembre : Festival international du film de Thessalonique.
- L'Éternité et Un Jour
- Garçons d'Athènes
- Les Photographes

## Sport
- 7-22 février : Participation de la Grèce aux Jeux olympiques d'hiver à Nagano au Japon.
- 29 juillet-9 août : Organisation du championnat du monde masculin de basket-ball.
- 16 août : Organisation des championnats du monde de voile (classe Finn).
- 18-23 août : Participation de la Grèce aux Championnats d'Europe d'athlétisme (en), à Budapest en Hongrie.
- 24-27 août : Organisation des championnats d'Europe de beach-volley, à Rhodes.
- Championnat de Grèce de basket-ball 1999-2000 (en)
- Championnat de Grèce de football 1997-1998
- Championnat de Grèce de football 1998-1999
- Coupe de Grèce de football (1997-1998) (en)
- Coupe de Grèce de football (1998-1999) (en)
- Création des clubs de Visaltiakos Nigrita F.C. (en) (football) et G.S. Nireas Lamias (en) (sports aquatiques).

## Création
- 1re Brigade d'aviation de l'armée de l'air (en)
- 15e Régiment d'infanterie (en)
- ANT1 Pacific (en), chaîne de télévision.
- Chaostar (en), orchestre.
- Cosmote, opérateur de téléphonie mobile.
- Dictionnaire Babiniotis (en), du grec moderne.
- Institut Konstantínos Karamanlís pour la démocratie (en), à Athènes.
- Musée archéologique d'Astypalée
- Musée du Folklore de Polygyros (en)
- Musée de la photographie de Thessalonique
- Musée de Le Greco à Fódele en Crète.

## Dissolution
- 15e Division d'infanterie (en)

## Naissance
- Yánnis Bouzoúkis, footballeur.
- Dimítris Limniós, footballeur.
- Dimítris Nikoláou, footballeur.
- Vangélis Pavlídis, footballeur.
- Miltiádis Tedóglou, athlète (saut en longueur).
- Stéfanos Tsitsipás, joueur de tennis.
- Mários Vrousái, footballeur.

## Décès
- Miltiades Caridis, chef d'orchestre.
- Dan Georgiádis, footballeur.
- Konstantínos Karamanlís, Premier ministre puis Président de la Grèce.
- Konstantínos Kóllias, Premier ministre.
- Dimítris Horn, acteur.
- Séraphin Ier d'Athènes, primat de l'Église orthodoxe de Grèce.
- Nelly Sougioultzóglou, photographe.
- Ólga Vótsi, poète, essayiste et traductrice.